# Ширяев, Владимир Васильевич
Владимир Васильевич Ширяев — советский хозяйственный, государственный и политический деятель.

## Биография
Родился в 1924 году в селе Лопьял. Член КПСС.
С 1945 года — на хозяйственной, общественной и политической работе. В 1945—2010 гг. — слесарь, инженер, секретарь парткома Центрального научно-исследовательского института технологии и машиностроения, второй секретарь, первый секретарь Пролетарского райкома КПСС города Москвы (1968—1976), председатель Московского городского комитета народного контроля, член, заместитель председателя Совета старейшин при Мэре Москвы.
Избирался депутатом Верховного Совета РСФСР 9-го, 10-го и 11-го созывов.
Делегат XXIII, XXIV, XXV, XXVI и XXVII съездов КПСС.